# Winston-Salem Cycling Classic Women 2014
La 1re édition de la Winston-Salem Cycling Classic Women a eu lieu le 18 avril 2015. La course fait partie du calendrier international féminin UCI 2014 en catégorie 1.2. La course est remportée par l'Américaine Shelley Olds.

## Récit de la course
Alison Powers place une puissante attaque à deux tours de l'arrivée. Les équipes Alé Cipollini et UnitedHealthcare contrôlent néanmoins la course. Elle récidive plus loin avec Erica Allar sans plus de succès. Finalement, Shelley Olds s'impose au sprint.

## Classements

### Classement final
| \| Classement général \| Classement général \| Classement général \| Classement général \| Classement général \| \| Coureuse \| Coureuse \| Pays \| Équipe \| Temps \| \| ------------------ \| ------------------ \| ------------------ \| ------------------------------ \| ------------------ \| \| 1re \| Shelley Olds \| États-Unis \| Alé Cipollini \| + 2 h 27 min 50 s \| \| 2e \| Joëlle Numainville \| Canada \| Optum-Kelly Benefit Strategies \| + 0 s \| \| 3e \| Eugenia Bujak \| Pologne \| BTC City Ljubljana \| + 0 s \| \| 4e \| Erica Allar \| États-Unis \| Colavita–Fine Cooking \| + 0 s \| \| 5e \| Elena Cecchini \| Italie \| Estado de México-Faren \| + 0 s \| \| 6e \| Lex Albrecht \| Canada \| Twenty16 \| + 0 s \| \| 7e \| Jessica Cutler \| États-Unis \| \| + 0 s \| \| 8e \| Lauren Stephens \| États-Unis \| Tibco-To the Top \| + 0 s \| \| 9e \| Hannah Barnes \| Royaume-Uni \| UnitedHealthcare \| + 0 s \| \| 10e \| Denise Ramsden \| Canada \| Optum-Kelly Benefit Strategies \| + 0 s \| |                    |             |                                |                   |
| |                    |             |                                |                   |
| Source : Cycling Quotient |                    |             |                                |                   |
| Classement général |                    |             |                                |                   |
| Coureuse | Coureuse           | Pays        | Équipe                         | Temps             |
| 1re | Shelley Olds       | États-Unis  | Alé Cipollini                  | + 2 h 27 min 50 s |
| 2e | Joëlle Numainville | Canada      | Optum-Kelly Benefit Strategies | + 0 s             |
| 3e | Eugenia Bujak      | Pologne     | BTC City Ljubljana             | + 0 s             |
| 4e | Erica Allar        | États-Unis  | Colavita–Fine Cooking          | + 0 s             |
| 5e | Elena Cecchini     | Italie      | Estado de México-Faren         | + 0 s             |
| 6e | Lex Albrecht       | Canada      | Twenty16                       | + 0 s             |
| 7e | Jessica Cutler     | États-Unis  |                                | + 0 s             |
| 8e | Lauren Stephens    | États-Unis  | Tibco-To the Top               | + 0 s             |
| 9e | Hannah Barnes      | Royaume-Uni | UnitedHealthcare               | + 0 s             |
| 10e | Denise Ramsden     | Canada      | Optum-Kelly Benefit Strategies | + 0 s             |

### Points UCI
| Position           | 1er | 2e | 3e | 4e | 5e | 6e | 7e | 8e | 9e | 10e |
| Classement général | 40  | 30 | 16 | 12 | 10 | 8  | 6  | 3  | 2  | 1   |